# ファース・ヴィルケス
ファース・ヴィルケス（Servaas "Faas" Wilkes、1923年10月13日 - 2006年8月15日）は、オランダ・ロッテルダム出身の元サッカー選手。ポジションはFW。技術に富んだ果敢なドリブル突破が持ち味で、ヨハン・クライフ登場以前の、オランダサッカー史上最初のスター選手として知られている。
また、ヴィルケスはオランダ人として史上4人目となる海外リーグでプレーした選手である。

## 略歴
1940年に地元ロッテルダムのクラブチームであるシェリェスDZBでキャリアをスタート。1949年にはオランダ初のプロ選手としてインテルへ移籍を果たし、在籍3シーズンで95試合に出場し47得点を挙げる活躍を見せる。その後トリノやバレンシアCFなどでプレーし、1964年にキャリアをスタートさせたシェリェスでのプレーを最後に現役を引退した。
また、オランダ代表としても38試合に出場し、35得点を挙げる活躍を見せた。2006年8月15日、心不全で死去。82歳没。